# Anton Dörfeldt

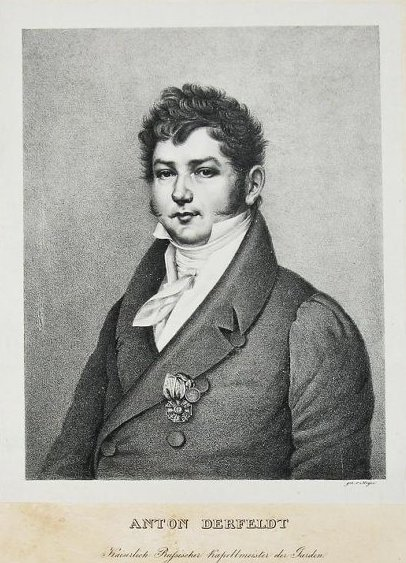
Anton Dörfeldt

Anton Dörfeldt (* 1781 in Prag, Königreich Böhmen; † 15. Januarjul. / 27. Januar 1829greg. in Sankt Petersburg) war ein böhmischer Militärmusiker, der im Kaiserreich Russland wirkte.

## Leben
Dörfeldt wanderte 1802 nach Russland aus, wo er zunächst als Klarinettist eines Bläserquintetts wirkte. Bald wurde er vom kunstsinnigen Fürsten Michail Illarionowitsch Kutusow entdeckt, und auch der Generaldirektor der kaiserlichen Theater Alexander Lwowitsch Naryschkin zeigte sich begeistert. Bald stieg er zum Ersten Kapellmeister der Russischen Garde auf. 1809 beauftragte ihn Zar Alexander I. mit dem Aufbau einer Militärmusikschule in St. Petersburg, zu deren Direktor er berufen wurde. Er war ferner einer der Organisatoren und aktiven Mitglieder der 1802 gegründeten Sankt Petersburger Philharmonischen Gesellschaft.
Dörfeldt wurde beauftragt, eine Sammlung von Märschen für die Kaiserlich Russische Armee zusammenzustellen, die bis zu seinem Tod 1829 auf über 200 Werke anwuchs. Als Friedrich Wilhelm III. 1817 nach diesem Vorbild die preußische Armeemarschsammlung in Auftrag gab, wurden als Grundstock 36 Märsche aus der russischen Sammlung übernommen, die Dörfeldt komponiert oder arrangiert hatte.
Dörfeldt war mit Amalie geborene Milzen (oder Nielsen) verheiratet. Sein älterer Sohn Alexander (1808–1875) wurde Agronom, sein jüngerer Sohn Anton Antonowitsch Dörfeldt (1810–1869) wurde ebenfalls Militärmusiker. Seine Tochter Maria Antonowna Dörfeldt (1812–1881) heiratete Alexander Platonow (1806–1894), den unehelichen Sohn Platon Subows.

## Werke
- Duple F-Dur. Bey der K: Russischen Arme. v. Derffeld.[2]
- To ne pu[?]wuschka r[?]yfala. Lied[3]
- (als Hrsg.): Kaiserlich Russische Armeemarschsammlung (1809–1829), umfasst 200 Märsche, davon ein Großteil von Dörfeldt komponiert oder arrangiert